# Warhorse
I Warhorse sono stati un gruppo hard rock britannico fondato nel 1970 dall'ex bassista dei Deep Purple Nick Simper, e scioltosi nel 1974.

## Storia
Dopo essere stato licenziato dai Deep Purple nel 1969, Nick Simper entra nella backing band di Marsha Hunt, raggiungendo il chitarrista Ged Peck e il batterista Mac Poole. Quando la Hunt, causa maternità, sospese momentaneamente la propria attività musicale, i tre decisero di proseguire arruolando il cantante Ashley Holt e il tastierista Rick Wakeman (entrambi vecchie conoscenze di Simper) e ribattezzandosi Warhorse. Dopo la registrazione della prima demo, nell’Aprile del 1970, Wakeman lascia però il gruppo per entrare negli Strawbs, sostituito da Frank Wilson.
Rappresentati da Ron Hire, ex socio e "H" della HEC curante gli interessi dei Deep Purple, i Warhorse saranno messi prontamente sotto contratto dalla Vertigo, che distribuirà il loro primo album, Warhorse, nel novembre del 1970. Nel 1971 Peck, stanco della vita on the road lascia il gruppo per dedicarsi alla chitarra classica e alla carriera universitaria, sostituito da Pete Parks. Nel giugno del 1972 vede la luce Red Sea, il loro secondo album, ma la Vertigo sceglie poco dopo di svincolare la band. Mac Poole rassegna le proprie dimissioni per raggiungere i Gong, e il gruppo lo sostituisce con Barney James, salvo gettare definitivamente la spugna nel 1974 (alcune registrazioni realizzate in quel periodo sotto la supervisione di Wakeman riemergeranno come bonus track nelle riproposte su CD dei loro due album).
Holt e James saranno subito coinvolti da Wakeman nella realizzazione dei suoi album solisti, Journey to the Centre of the Earth (1974) e The Myths and Legends of King Arthur and the Knights of the Round Table (1975), mentre Nick Simper e Pete Parks porteranno avanti il loro sodalizio musicale militando dapprima nei Nick Simper's Dynamite (un singolo nel 1975, riproposta del primo 45 giri dei Warhorse, St. Louis), quindi nei Fandango inglesi (al cui secondo e ultimo album contribuirà Mac Poole), infine nei Flying Foxes/Good Old Boys.

## Discografia

### Album
- 1970 - Warhorse (ristampato come Vulture Blood nel 1983)
- 1972 -  Red Sea

### Compilation
- 1986 - Best of Warhorse
- 1991 - Outbreak of Hostilities (raccolta su CD dei primi due album)
- 1997 - The Warhorse Story Vol.I & II